# 提拉米蘇

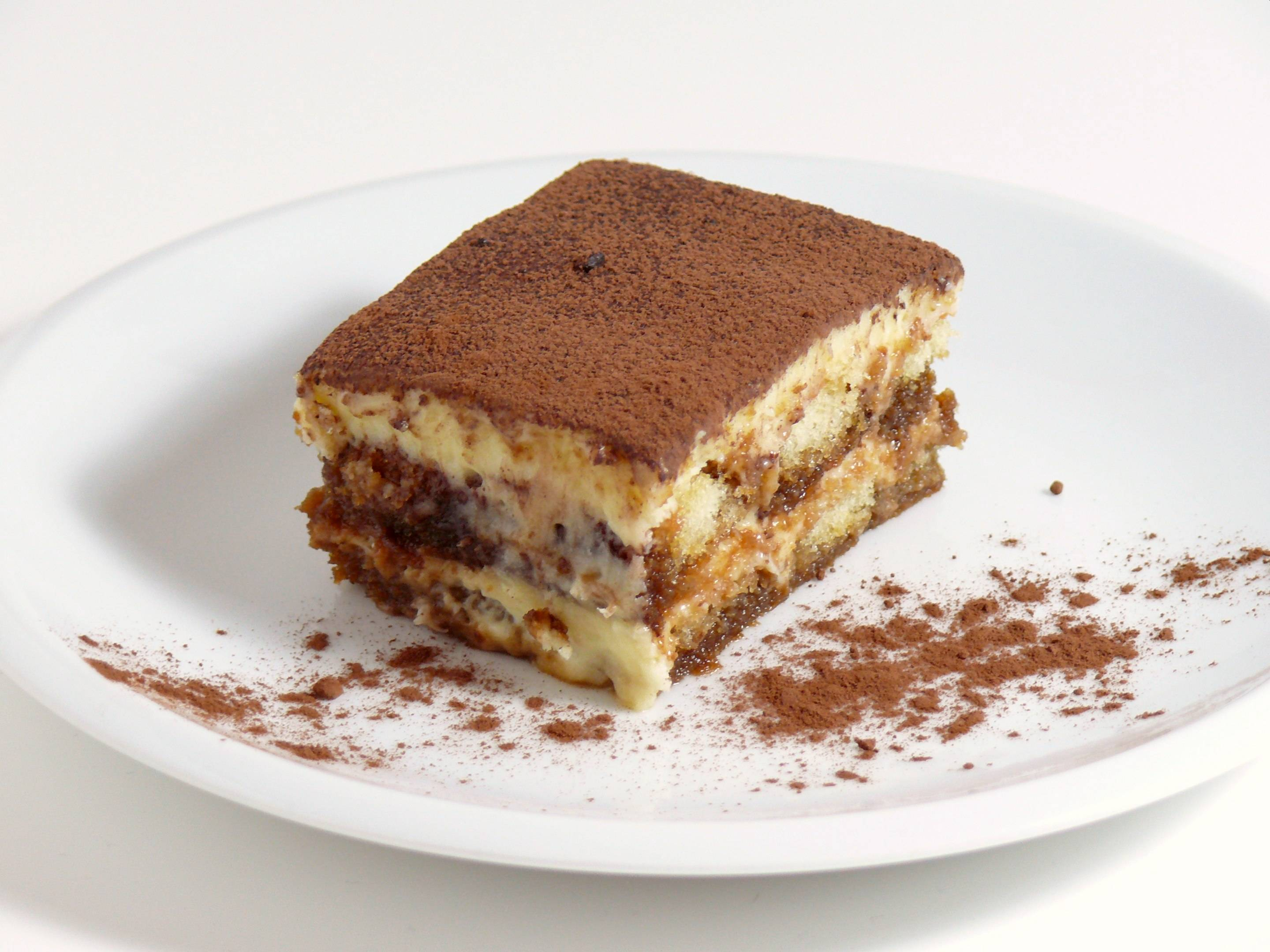
提拉米苏

提拉米蘇（英語：tiramisu）是一种以手指饼干、马斯卡彭奶酪和意式浓缩咖啡为主成分制成的意大利式甜点。
提拉米蘇的製作過程使用泡过咖啡或兰姆酒的手指饼干，加上一层马斯卡邦尼奶酪、蛋黄及糖的混合物，然后在蛋糕表面洒上一层可可粉而成，口感细腻饱满。

## 歷史
提拉米苏在二十世纪六十至七十年代被发明，但是在何时何地尚不清楚。也有人稱之為 "Tira Miss You"，但這是一種附會，意大利語 "tiramisù" 或威尼斯語 "tiramesù" 的 "mi" 與 "me" 與英語的 "me" 同源，是「我」的意思。這个詞字面的意思是「带我走」（pick me up）或「激勵我」（cheer me up）。
直到二十世纪六十年代，“提拉米苏”这个名字的食谱才出现在烹饪书里。
最明確的起源是在1960年代意大利威尼托政區特雷維索市的"Le Beccherie"餐廳老闆將當地甜點（餅乾+濃縮咖啡+奶油）因故改良而成。

## 傳統配方
提拉米蘇一般的傳統材料包括马斯卡邦尼奶酪、手指餅乾、蛋黃、蛋白、濃縮咖啡及高純度無糖可可粉。
其中的蛋黃和蛋白兩件都需要分別充分打鬆。起司則需準備于較大的攪拌容器中，与兩件先行打發物充分混合，制成起司奶蛋液。

## 葷素分類
一般提拉米蘇如果沒有特別標示大多是葷的，因為提拉米蘇其中主要原料马斯卡邦尼奶酪（Mascarpone）是葷的，或為加入吉力丁（gelatin，動物膠）者為葷食。
除非有特別標示素食，或是素食麵包店製作的才可以確定是素食（如奶蛋素）的，素食者宜分辨清楚。

## 食品安全
由于提拉米苏通常包含生鸡蛋和乳制品，且一般不加热或微加热，若制作和保存不当，可能存在滋生食源性致病菌的风险，引发食源性疾病。因此，应选择正规供应商，注意鸡蛋、乳制品等高危食材，若使用生鸡蛋也优先选可生食蛋，并按要求冷藏储存。

## 外部連結
维基共享资源上的相關多媒體資源：提拉米蘇